# 中川文人
中川 文人（なかがわ ふみと、1964年 - ）は、日本の作家、編集者、実業家。有限会社ヨセフアンドレオン代表取締役。

## 来歴
法政大学文学部哲学科中退。レニングラード大学（現サンクトペテルブルク大学）中退。法政大学在学中に監獄小説『余は如何にしてイスラム教徒となりし乎』（『1987年の聖戦』に改題）を上梓。また黒ヘルのリーダーとして活動した。『情況』（2024年冬号）に「中川文人氏は80年代後半に、法政大学ノンセクトを率いて学内中核派との抗争を勝利に導いた人物」とある。
父方の祖父藤岡淳吉は日本共産党創立メンバーの一人で脱党して後共生閣や聖紀書房、彰考書院などの出版社を経営した人物である。兄の中川右介は音楽評論家、編集者としてクラシックやポップス、歌舞伎などに関する著作を物している。
1999年、広告制作プロダクションを経て、編集プロダクション・ヨセフアンドレオンを設立。コンビニ向け雑学本などを多く手がけ、『身近な人に「へぇー」と言わせる意外な話1000』（J＆Lパブリッシング著、朝日文庫、2003年）は文庫版・電子版合計220万部のベストセラーとなる。
2010年12月に電子書籍出版サイト、わけあり堂をオープンする。同サイトでは、2011年3月11-12日の東日本大震災をもって被災した長野県栄村の復興支援にあたる元破防法被告の松尾眞（当時は京都精華大学教員、現在は栄村村会議員）と連携して、被災地の現況をリアルタイムでウェブ配信した。
2012年4月より共同通信社のニュースサイト「NEWSMart」にて4コマ漫画「ツァラトゥストラの社訓」（斉田直世と共作）を連載。
2018年4月より朝日新聞社の書評サイト「好書好日」にて4コマ漫画「ツァラトゥストラの編集会議」（斉田直世と共作）を連載。
2020年1月より、1968年創刊の老舗左翼雑誌「情況」にて、法政大学時代の学生運動体験を元にした反体制ハードボイルド小説「黒ヘル戦記」を連載。
2020年4月より朝日新聞社の「論座」にて4コマ漫画創作論「4コマ作家のドラマの作り方」を連載。
2021年1月より朝日新聞社の「論座」にて映画批評「名作映画の原作を読んでみた」を連載。
2024年1月、彩流社より『黒ヘル戦記』を上梓。

## 著書
- 『余は如何にしてイスラム教徒となりし乎』 アイピーシー、1987年
- 『地図を見るのが10倍楽しくなる本――〈国道の秘密〉編』 青春出版社、2001年
- 『身近な人に「へぇー」と言わせる意外な話1000』（J＆Lパブリッシング著）朝日文庫、2003年[2]
- 『数字のどこをみてるんだ!』（数字で日本を暴く会著）宝島社、2004年[2]
- 『地獄誕生の物語』 以文社、2008年
- 『ポスト学生運動史――法大黒ヘル編 1985～1994』（外山恒一聞き手）彩流社、2010年
- 『ソビエト社会主義共和国連邦の冬』（池田伸哉著、中川文人解説）彩流社、2011年
- 『デルクイ01 反体制右翼マガジン』（デルクイ編集部編、共著）彩流社、2011年
- 『デルクイ02 左右混淆反体制マガジン』（デルクイ編集部編、共著）彩流社、2013年
- 『黒ヘル戦記』彩流社、2024年

### 電子書籍
- 『サムライコミュニズムとは何か』 わけあり堂、2012年
- 『1分で読める戦国武将50 (アドベンチャーブックス 雑学シリーズ)』 アドベンチャー、2013年
- 『超短編 戦国の物語50』 わけあり堂、2013年
- 『ツァラトゥストラの社訓』全5巻 わけあり堂、漫画原作・中川文人、絵・斉田直世
- 『サムライの名言100』 ヨセフアンドレオン、2014年
- 『1987年の聖戦』 ヨセフアンドレオン、2014年 - 「余は如何にしてイスラム教徒となりし乎」の改題
- 『キャバクラでモテる小ネタ1000』 Ｊ＆Ｌパブリッシング、2014年 - 「身近な人に「へぇー」と言わせる意外な話1000」の改題
- 『黒ヘル戦記』ヨセフアンドレオン、2021年